# Otto von Grone
Otto Albert von Grone (* 7. Februar 1841 in Westerbrak; † 16. Mai 1907 in Westerbrak) war ein preußischer Generalleutnant, Propst zu Steterburg, Herr auf Westerbrak sowie Ehrenritter des Johanniterordens.

## Leben

### Herkunft
Otto Albert entstammte dem Adelsgeschlecht von Grone und war der Sohn von Adolf Kurt Eckbert von Grone (1807–1885) und dessen Ehefrau Auguste Luise Amalie, geborene von Bülow (1812–1893).

### Militärkarriere
Grone besuchte die Kadettenanstalten Bensberg und Berlin und wurde am 17. Mai 1859 als Sekondeleutnant dem 2. Garde-Regiment zu Fuß der Preußischen Armee überwiesen. Für einen Monat war er ab 7. Juni 1860 zum 2. kombinierten Garde-Infanterie-Regiment kommandiert und wurde anschließend in das 4. Garde-Regiment zu Fuß versetzt. Vom 30. Mai bis 27. Juli 1861 sowie vom 31. Mai bis 26. Juli 1862 folgten Kommandierungen zum Garde-Pionier-Bataillon. Mit seinem Regiment nahm Grone 1864 während des Deutsch-Dänischen Krieges an der Beschießung und dem Gefecht von Fredericia teil.
Im Jahr darauf besuchte Grone die Kriegsakademie; die Ausbildung wurde jedoch durch den Ausbruch des Deutschen Krieges 1866 unterbrochen. Er wurde für die Dauer des mobilen Verhältnisses als Adjutant der kombinierten Garde-Infanterie-Brigade beim II. Reserve-Armee-Korps bei der Mainarmee verwendet. Nach Kriegsende erfolgte am 30. Oktober 1866 seine Beförderung zum Premierleutnant und als solcher beendete er dann bis zum 27. Juli 1868 seine Ausbildung an der Kriegsakademie. Im Anschluss daran wurde Grone zunächst bis zum 30. April 1869 zum Garde-Schützen-Bataillon und dann bis zum 30. April 1870 zum Großen Generalstab kommandiert. Er wurde am 17. Juni 1870 kurzzeitig unter Stellung à la suite seines Regiments als Lehrer an die Kriegsschule Potsdam versetzt.
Aufgrund des Beginns des Krieges gegen Frankreich wurde er jedoch am 17. Juli 1870 von dieser Aufgabe entbunden und zum Adjutanten der mobilen Garde-Landwehr-Infanteriedivision ernannt. Mit ihr zeichnete er sich bei der Belagerung von Straßburg aus. Er kam dann am 22. August 1870 als Kompanieführer in das 4. Garde-Regiment zu Fuß, kämpfte in der Schlacht von Sedan und wurde am 16. September 1870 zum Hauptmann befördert. Im weiteren Verlauf des Krieges gegen Frankreich nahm Grone an der Belagerung von Paris, dem Gefecht von Montmagny sowie der Beschießung von Montmédy teil.
Ausgezeichnet mit dem Eisernen Kreuz II. Klasse kehrte Grone nach Friedensschluss in die Heimat zurück und war bis 20. August 1875 Lehrer an der Kriegsschule Erfurt. Kurzzeitig kommandierte man ihn vom 3. August bis 15. September 1874 zum Füsilier-Regiment Nr. 36. Die Ernennung zum Kompaniechef im Kaiser Franz Garde-Grenadier-Regiment Nr. 2 erfolgte am 21. August 1875. Hier diente er bis zum 13. Januar 1879 und wurde zwischenzeitlich vom 2. bis 16. September 1878 als Beobachter zu den Manövern der italienischen Armee kommandiert. Anschließend trat Grone in das Grenadier-Regiment Nr. 2 und Adjutant beim Generalkommando des II. Armee-Korps über und wurde am 13. März 1879 zum Major befördert. Als solcher wurde er am 12. Februar 1881 Kommandeur des II. Bataillons des Füsilier-Regiments Nr. 34. Diesen Posten gab er am 5. Dezember 1883 ab, wurde Kommandeur des Hannoverschen Jäger-Bataillons Nr. 10 und am 18. November 1886 zum Oberstleutnant befördert. Am 6. September 1887 folgte seine Versetzung nach Schwerin als etatmäßiger Offizier in das Großherzoglich Mecklenburgische Grenadier-Regiment Nr. 89. Dort wurde Grone am 15. Oktober 1888 unter Stellung à la suite des Regiments mit der Führung beauftragt. Am 22. März 1889 wurde er zum Oberst befördert und zum Regimentskommandeur ernannt. Mit seiner Beförderung zum Generalmajor am 27. Januar 1892 wurde Grone Kommandeur der 59. Infanterie-Brigade in Saarburg. Seine Kommandierung zum Vertreter des Kommandeurs der 28. Division in Karlsruhe folgte am 11. August 1895. Sieben Tage später erhielt Grone seine Beförderung zum Generalleutnant und am 27. August 1895 wurde er schließlich zum Divisionskommandeur ernannt.
Nach dem Manöver gegen die 29. Division reichte Grone 1898 seinen Abschied ein. Dieser wurde ihm am 25. November 1898 unter Verleihung des Kronenordens I. Klasse mit Pension gewährt. In nochmaliger Anerkennung seiner langjährigen Verdienste wurde ihm am 13. September 1899 der Rote Adlerorden I. Klasse mit Eichenlaub verliehen.

### Familie
Grone verheiratete sich am 23. Oktober 1873 in Holzhausen mit Anna von Oheimb (1849–1900). Aus der Ehe gingen fünf Kinder hervor:
- Siegfried (* 1874), preußischer Hauptmann der Reserve, Herr auf Westerbrak ⚭ Agnes Freiin von Hammerstein (* 1889)
- Elisabeth (* 1877) ⚭ Philipp von Legat, preußischer Oberstleutnant
- Hans-Heinrich (* 1878), Hofmarschall des Herzogs von Braunschweig ⚭ 1905 Thora Gräfin von Bernstorff (* 1886)
- Karl Otto (1879–1918) ⚭ 1909 Hertha von Klitzing (* 1888)
- Jürgen Alexander (1887–1978), deutscher Major, Ritter des Ordens Pour le Mérite